# Ерік Саті
Ерік Саті́ (ім'я при народженні — Alfred Eric Leslie Satie, писав своє ім'я як Erik Satie; 17 травня 1866, Онфлер — 1 липня 1925, Париж) — французький композитор і піаніст.
Автор опер, оперет, балетів, пісень та численних творів для фортепіано. Він стоїть біля витоків «музики як частини інтер'єру» (фр. musique d'ameublement), фонової музики, яку пізніше назвуть «ембієнт» (фр. ambient). Серед учнів Еріка Саті — композитори французької шістки (фр. Les Six)

## Біографія
Ерік Саті народився 17 травня 1866 року в нормандському портовому місті Онфлер. Його матір'ю була Жанна Леслі, батьком — Альфред Саті, морський брокер. Вихований в дусі англіканізму, Ерік Саті провів свою юність між Нормандією і Парижем. У 1870 році сім'я Саті покинула Онфлер і оселилася в Парижі, де батько отримав посаду перекладача. Після смерті матері у 1872 році, Ерік повертається до Онфлеру, але через шість років знову їде в Париж до батька, який до того часу знову одружився з Ежені Барнеч, викладачкою фортепіано. Мачуха навчила Еріка основам гри на інструменті.

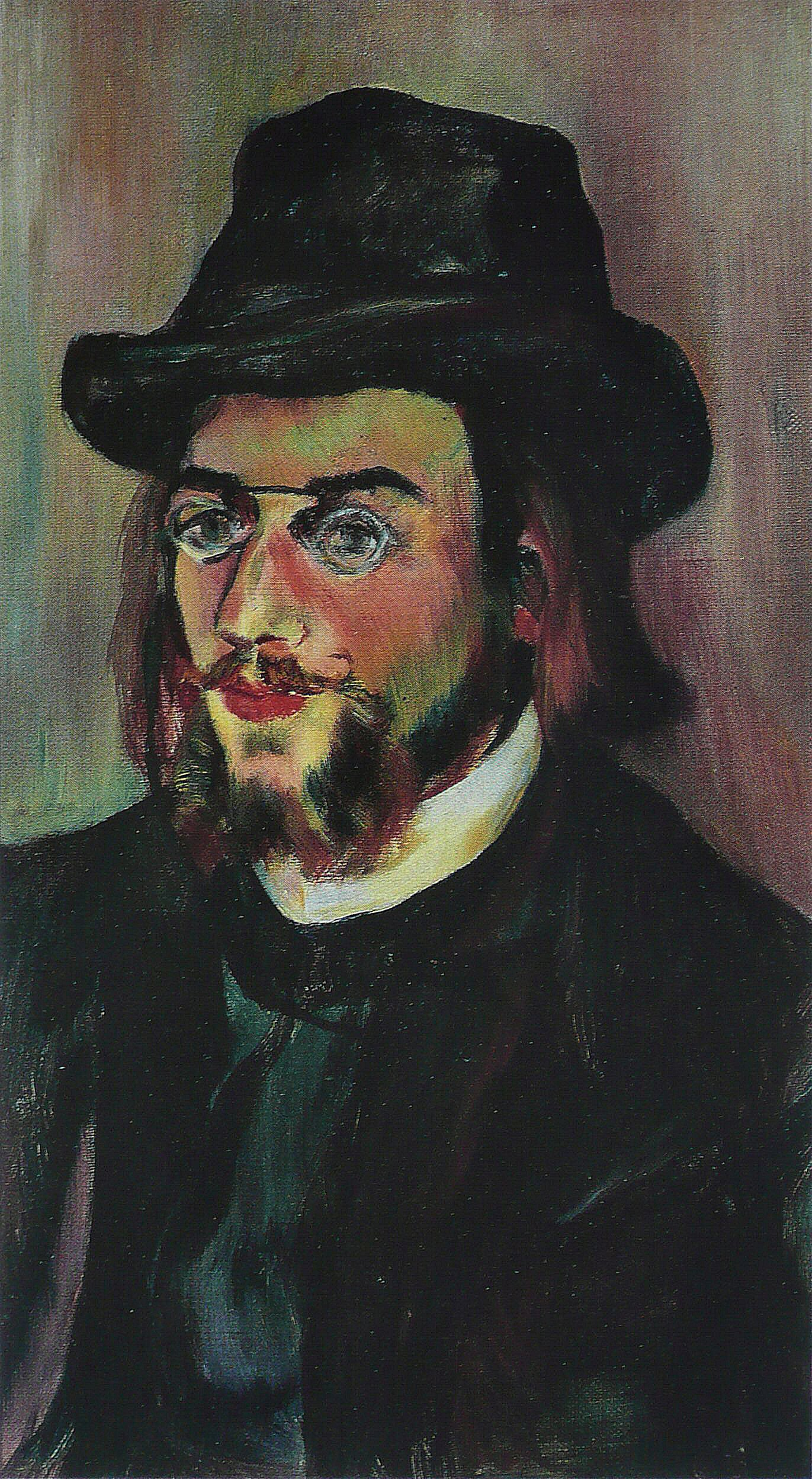
Ерік Саті, портрет Сюзанни Валадон (1893)

У 1879 році він вступає до Паризької консерваторії, але через два роки незадовільного навчання його відрахували. В кінці 1885 року він поновився, але знову не закінчив навчання. В цей період була написана перша його відома фортепіанна п'єса — «Алегро» (1884). Неспроможний справити хороше враження на консерваторських викладачів, Саті вступає до піхотинського полку.
Через декілька тижнів служби, вирішивши, що армія — не для нього, він виходить роздягнений на двір у холодну зимову ніч, захворює запаленням легень і, таким чином, демобілізується.
У 1887 році він оселяється на Монмартрі і пише твір «Оживи» («ogive» — «готична арка») — чотири фортепіанні п'єси. Саті сказав, що надихнули його на ці твори вікна собору Нотр Дам. Примітно те, що в нотному записі цих п'єс відсутні тактові риски. Взагалі, Саті досить швидко розвинув свій особливий стиль нотації — нотації у формі інтерпретації твору.
У 1888 році він створює «Три Гімнопедії» для піаніно.
У 1890 році стає завсідником кабаре «Чорний кіт», де знайомиться з Клодом Дебюссі. У 1891 році двоє друзів вступають до «Кабалістичного ордену Троянди-Хреста». Як офіційний композитор і капельмейстер цього ордену Саті пише декілька творів, такі як «Дзвінки Троянди-Хреста» та «Син Зірок».
У 1915 році Саті знайомиться з Жаном Кокто, з яким починає співпрацювати наприкінці 1916 року. Вони вдвох стали духовними основоположниками «французької шістки», що була створена у 1920-му. Пікассо знайомить Еріка Саті з художниками-кубістами, зокрема з Жоржем Браком, разом з яким Саті працював над п'єсою «Пастка Медузи».

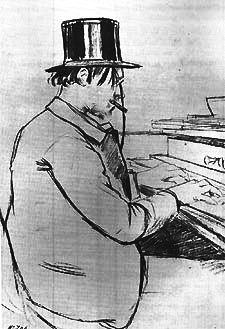
Ерік Саті, карикатура Сантьяго Русиньола